# Brandon Saller
Brandon Kyle Saller, född 6 juni 1983 i Los Angeles, Kalifornien, är en amerikansk musiker, trummis och sångare i metalcorebandet Atreyu. Brandon har en melodisk sång medan Alex Varkatzas, huvudsaklig sångare i Atreyu, har mer aggressiv growl.